# Jenisek

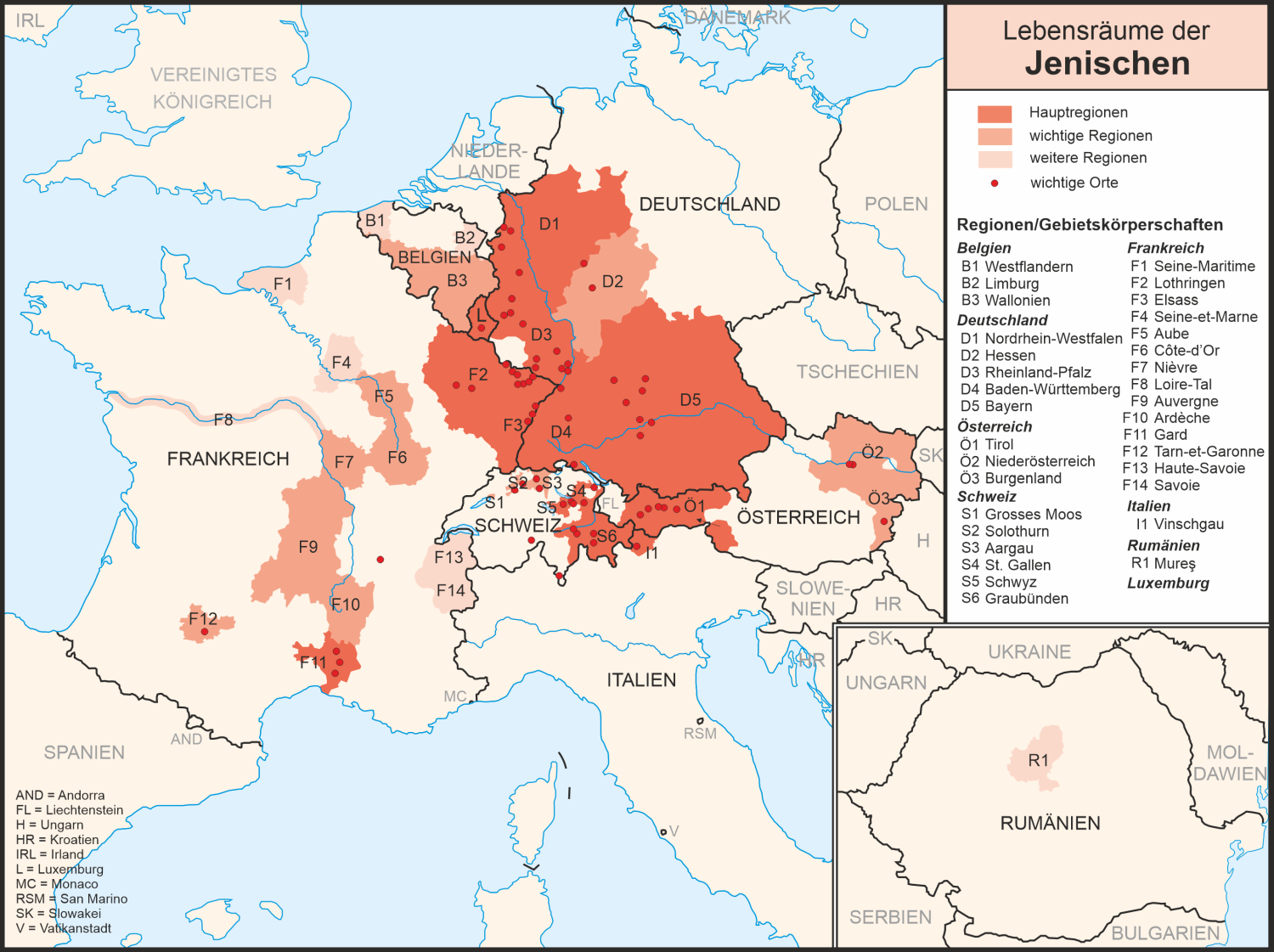
Az általuk lakott területek.

A jenisek cigány népcsoport Nyugat-Európában és Svájcban.

## Történetük
A jenisek közül valószínűleg a legtöbben Svájcban élnek. Habár vándorló életvitelük miatt éppúgy előfordulhatnak Európa más területein is. A jenisek hovatartozása éppolyan nehezen áttekinthető, mint más vándorló életformát követő népcsoporté. Ők magukat a „vándorlók népének mondják", modernkori leszármazottaik lakókocsikban élnek, általában a nagyvárosok közelében és ott telepet alkotnak.
A többi cigány népcsoporttól abban különböznek, hogy a jenisek egy része úgy véli, ők az „igazi" svájci cigányok, hiszen - bár cigány módra élnek - megjelenésükben, jellegeikben különböznek a többi romacigánytól. Az ő szemük lehet akár kék, a bőrük fehér, a hajuk szőke vagy világosbarna is. A vándorló életmódot folytató jenisek nyelve kevésbé mutatott rokonságot a többi roma nyelvvel, hiszen szókincse nagyrészt német, burgund, jiddis, héber eredetű, valamint kihalt európai kisnyelvekből származó szavakból áll, nyelvtana pedig a német nyelvtan néhol leegyszerűsödött, néhol kitekeredett változata.
A jenisek nomád életmódjának megszüntetésére különböző intézkedések is születtek. Svájcban 1926 és 1972 között kötelezték a vándorló életvitelt folytató karavánok letelepedését. Az őket ért megrázkódtatásokról a jenis származású Mariella Mehr írónő közölt publikációkat.

## Galéria

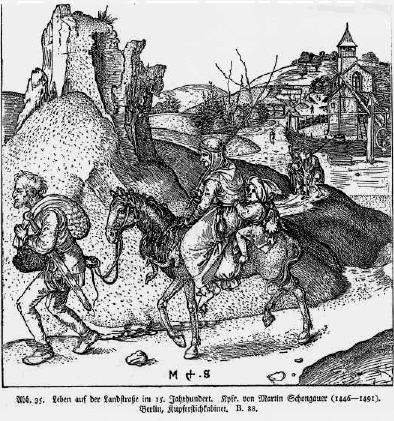
Országúton vándorló jenis család a 15. században.
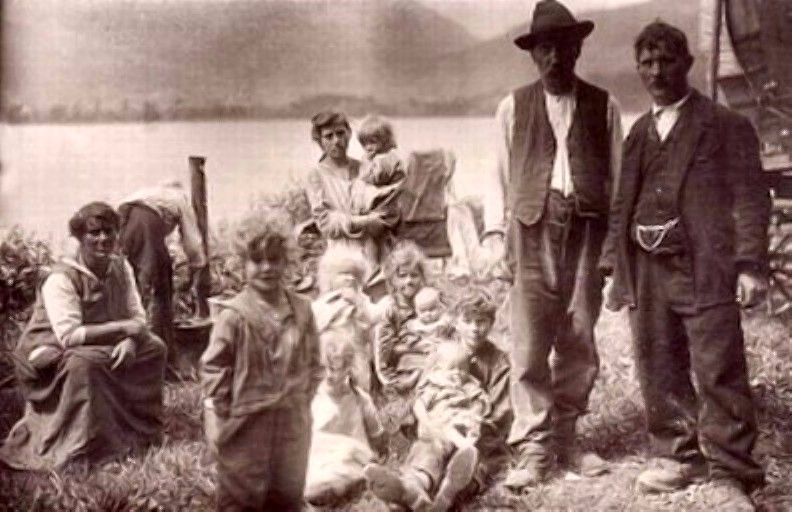
Jenisek 1928-ban Svájcban.
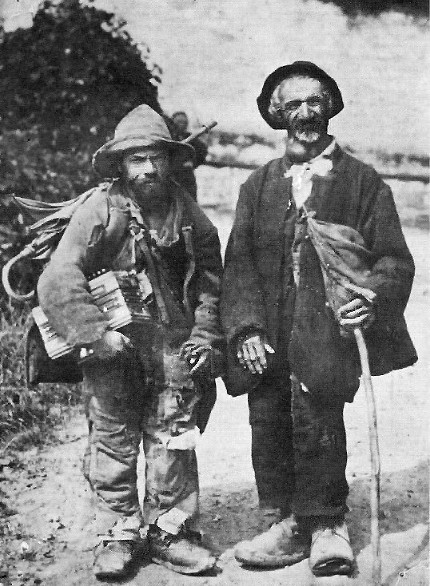
Jenisek 1890-ből Muothathal (Svájc)
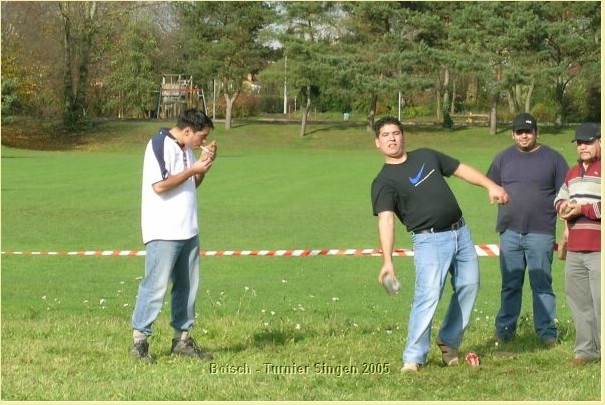
Modernkori leszármazottak